# Ерік Мескін
Ерік Мескін (англ. Eric S. Maskin; 12 грудня 1950, Нью-Йорк) — американський економіст, лауреат Нобелівської премії з економіки разом з Леонідом Гурвичем та Роджером Маєрсоном, «За створення основ теорії оптимальних механізмів». Професор економіки Гарвардського університету, професор Інституту перспективних досліджень з 2000 року та запрошений лектор як професор у Принстонському університеті.
Народився у не релігійній єврейській родині. Закінчив школу у 1968 році. У 1972 році здобув ступінь бакалавра в Гарвардському університеті, згодом у 1974 році став магістром, а потім у 1976 році доктором філософії у цьому ж університеті. Викладав у Массачусетському технологічному інституті (1977—1984; професор з 1981), Гарварді (1985—2000) та Інституті перспективних досліджень (з 2000). Головний редактор журналу Economics Letters.
Серед іншого Мескін працював у галузі теорії ігор.